# 小池隆俊
小池 隆俊（こいけ たかとし、1956年5月16日 - ）は、元日本放送協会 (NHK) アナウンサー、プロデューサー。アナウンサーとしてはテニス・バスケットボール中継の実況を数多く手がけたことで知られる。

## 人物
- 静岡県立富士高等学校卒業　高校時代は軟式テニス個人戦でインターハイに出場している。
- 筑波大学比較文化学類卒業
- 1980年にNHK入局し、アナウンサーとしてテニスとバスケットボールを中心にスポーツを担当。ウィンブルドンから松岡修造や伊達公子などの活躍を実況していた。またNBAのファイナルやオールスターなど数多くの試合を現地から中継。ロサンゼルス・レイカーズ取材の際、コービー・ブライアントと握手したことがある。
- プロデューサーとして、NHKラジオセンターで多くの番組を担当。
- 現在、NHKグローバルメディアサービススポーツ制作部プロデューサー。

## 現在の活動
NHKグローバルメディアサービスでBSスポーツ番組の制作にあたっている2021年度　法政大学にて「スポーツメデイア論」講師

## 過去の活動

### アナウンサー
- オリンピック中継（シドニー）
- ウィンブルドンテニス（ロジャー・フェデラー初優勝、マルチナ・ヒンギス最年少優勝、ウイリアムズ姉妹対決の試合を実況）
- NBA中継（マイケル・ジョーダン、コービー・ブライアントが活躍していた頃、現地から50試合以上を実況）
- はるばると世界旅（中国南西部　東興と桂林の旅）
- おはよう東海キャスター（NHK名古屋放送局）

など

### プロデューサー

#### ラジオ番組
- どよう楽市（NHKラジオ第1）
- ラジオビタミン（NHKラジオ第1）
- 鎌田實 いのちの対話（NHKラジオ第1）
- きらり10代!（NHKラジオ第1）

など

#### テレビ番組
- ATPテニス中継（NHK BS1）
- 熱血バスケ（NHK BS1）
- MLB中継（NHK BS1）
- 女子ワールドカップジャンプ中継（NHK BS1）

など